# ヴァレーリィ・レヴォネフスキー
ヴァレーリィ・スタニスラヴォヴィチ・レヴォネフスキー （ロシア語: Вале́рий Станисла́вович Левоне́вский、 ベラルーシ語: Вале́ры Станісла́вавіч Леване́ўскі、英語: Valery Levaneuski、ポーランド語: Walery Lewoniewski、1963年8月15日 - ）は、ベラルーシの政治・社会活動家、起業家、元政治囚。アムネスティ・インターナショナルに良心の囚人に認定された。

## 出生
- 1963年8月15日、ベラルーシのグロドノにて、大家族で生まれた。[2]

## 人物像
- 趣味はボクシング、チェス、写真撮影、電子工学、プログラミング、哲学、法学

- 結婚しており、子供は4人。

## 政治活動
- グロドノ地方の納税者・消費者・オーナードライバーの権利保護を目的とする社会団体、グロドノの情報・法的センター、グロドノの消費者の権利を保護するセンターの長を務めた。

- 1996年からスタチコムというベラルーシ起業家のスト委員会の長である。ベラルーシ共和国での起業家の大衆的抗議集会の主催者で、何度も逮捕、罰金、訴追された。「プレドプリニマチェリ（起業家） 」[3] という会報の設立者と編集長。何度も地方選挙と総選挙に候補に立った。全てのケースで、政治的な理由で候補者としての登録が拒絶された。[4][5]

- 2001年にベラルーシ大統領候補に立った。[6]

- 2004−06年にベラルーシ共和国の刑法の368条2部（ベラルーシ共和国大統領への侮辱）に従い、財産没収後、投獄されていた。